# Il pescatore taciturno
Il pescatore taciturno (A Fractured Leghorn) è un film del 1950 diretto da Robert McKimson. È un cortometraggio d'animazione della serie Merrie Melodies, uscito negli Stati Uniti il 16 settembre 1950. Dal 1999 viene distribuito col titolo Un gatto chiacchierone.

## Trama
Un gatto sta pescando, ma riceve un messaggio da un pesce con scritto che non si può pescare senza un verme sull'amo. Cerca quindi di catturare un verme, che però viene avvistato anche da Foghorn Leghorn. Egli si mette a sbottare siccome non capisce come mai un gatto dovrebbe cacciare i vermi. Il gatto cerca così in diversi modi di catturare il verme, ma ogni volta viene fermato da Foghorn, che continua a parlargli a raffica. Il felino riesce poi a catturare l'invertebrato, potendo finalmente pescare. Viene poco dopo bloccato da Foghorn, che, dopo avergli ancora parlato a raffica, decide di dividere in due il verme con un'accetta. L'animaletto però scappa e Foghron si mette di nuovo a parlare a raffica al gatto che, non potendone più, sbraita "chiudi il becco!" e gli tira in testa una pattumiera. Il gatto se ne va, mentre il gallo continua a parlare, cercando persino di bloccare l'iride di fine film.

## Distribuzione

### Edizione italiana
Il corto fu doppiato dalla C.V.D. negli anni '70 per la trasmissione televisiva. Fu ridoppiato nel 1999 dalla Angriservices Edizioni per l'uscita in VHS.

### Edizioni home video

#### VHS
- Un supergallo cedrone (settembre 1999)